# Laas Geel
Laas Geel (tiếng Somalia: Laas Geel), còn viết là Laas Gaal, là một quần thể hang hốc đá nằm ở ngoại thành nông thôn của Hargeisa, Somalia (trong vùng Woqooyi Galbeed của nước cộng hoà ly khai Somaliland). Những bức tranh hang động nơi đây thuộc hàng cổ xưa nhất Sừng Châu Phi. Tranh đá ở Laas Geel có niên đại từ 9000 đến 3000 năm TCN.

## Phát hiện

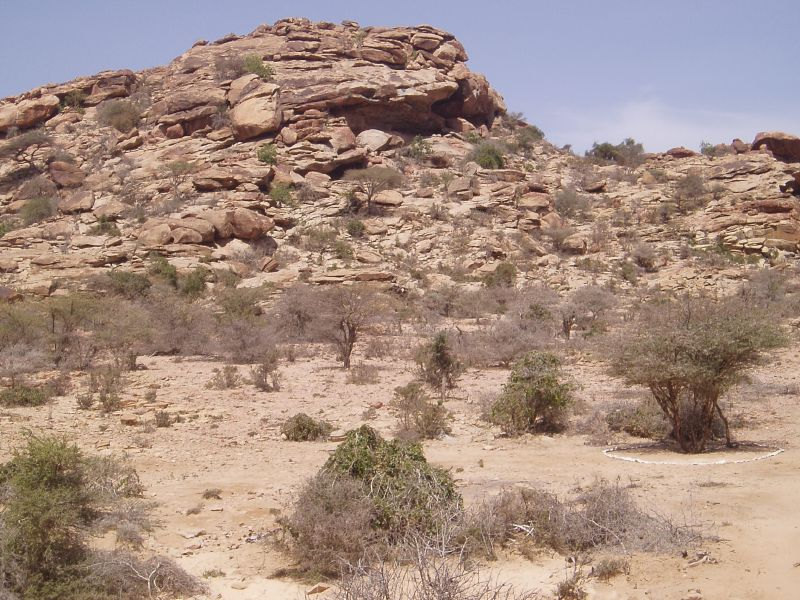
Laas Geel nhìn từ bên ngoài

Trong thời gian tháng 11-12 năm 2002, một nhóm nghiên cứu người Pháp thực hiện một cuộc khảo sát khảo cổ học ở Somaliland. Mục tiêu của chuyến viễn chinh này là nhằm tìm kiếm thêm hang động và chỗ trú chân, những nơi lưu giữ dấu vết thời xa xưa, để ghi chép về thời kỳ lịch sử khi nền kinh tế sản xuất vừa mới xuất hiện ở vùng này của Sừng Châu Phi (5000-2000 năm TCN). Trong quá trình nghiên cứu, nhóm đã phát hiện những bức tranh đá Laas Geel trên mười hốc đá. Những bức tranh lưu giữ hoàn thiện hình ảnh thú hoang lẫn vật nuôi (bò). Trên đó còn có hình ảnh người chăn gia súc, tác giả của những bức tranh này. Tranh đá Laas Geel mang phong cách Ethiopia-bán đảo Ả Rập đặc trưng, hiển hiện trên tranh đá tại Dhambalin và Karinhegane, cũng ở Somaliland.
Dù dân địa phương đã biết tới tranh đá Laas Geel từ lâu, người dân thế giới chỉ hay biết đến nó sau khám phá năm 2002.
Somaliland nói chung là nơi có lắm di chỉ khảo cổ và công trình cự thạch, với những bức tranh đá tương tự có mặt ở Haadh, Gudmo Biyo Cas, Dhambalin, Dhagah Maroodi, v.v., còn các công trình đáng kể thì hiện diện tại Sheikh, Aynabo, Aw-Barkhadle, Amud, Heis, Maydh, Haylan, Qa’ableh, Qombo'ul và El Ayo. Song nhiều công trình cổ vẫn chưa được nghiên cứu kỹ lưỡng, điều mà sẽ giúp ta hiểu rõ hơn về lịch sử địa phương cũng như giúp việc bảo tồn phần nào dễ dàng hơn.

## Mô tả
Tranh ở Laas Geel thuộc hàng sinh động bậc nhất châu Phi. Trên đó là hình ảnh bò bận lễ phục đi với người chăn. Cổ bò thường được trang trí bằng một thứ bột làm từ yếm rùa. Ngoài ra, cũng có hình ảnh chó nhà, nhiều bức vẽ chó rừng và hươu cao cổ. Chúng được giữ gìn tốt một phần nhờ sự che chắn của trần hốc đá granit nhô ra.

## Hình ảnh

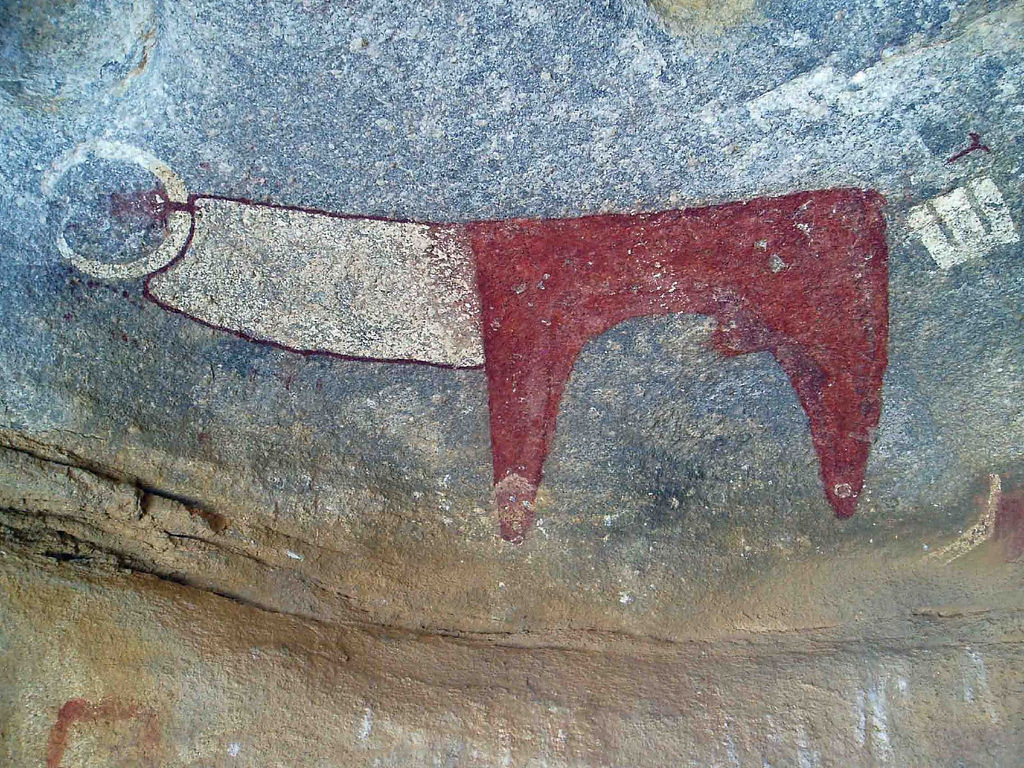
Tranh vẽ bò lễ
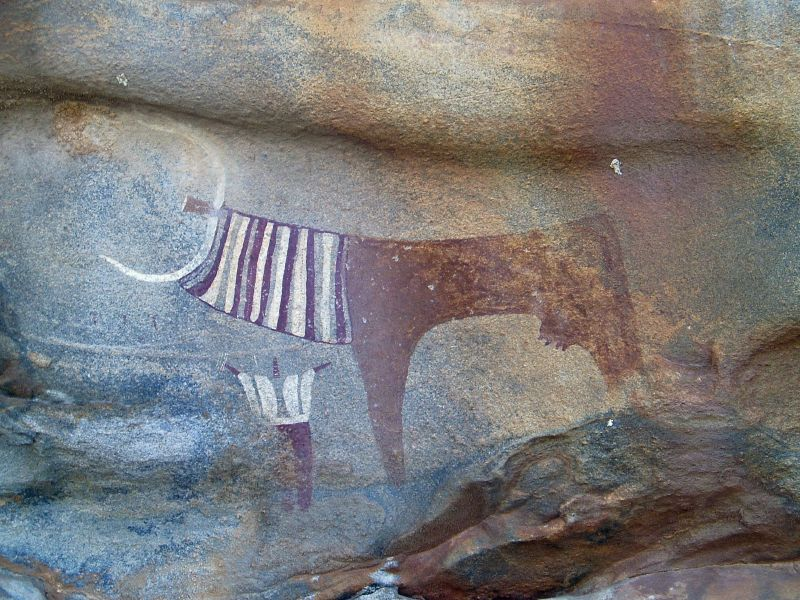
Người và bò
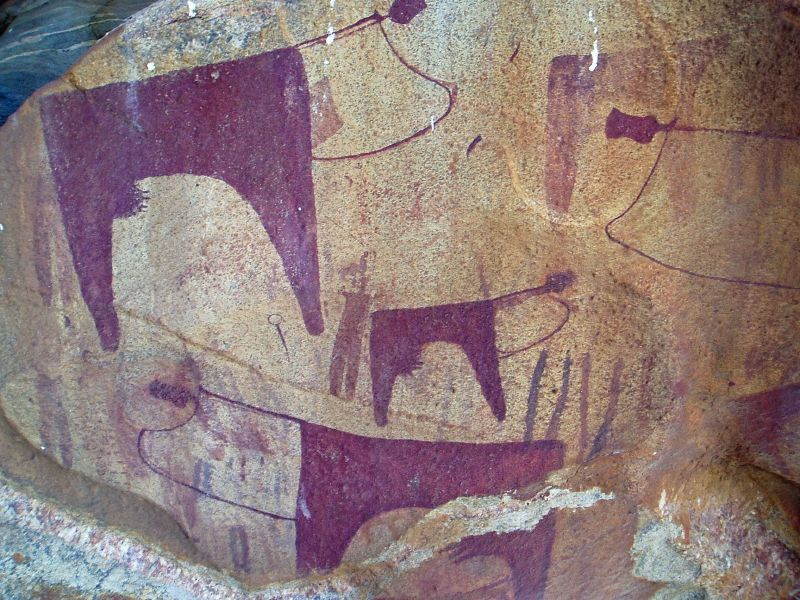
Một đàn bò
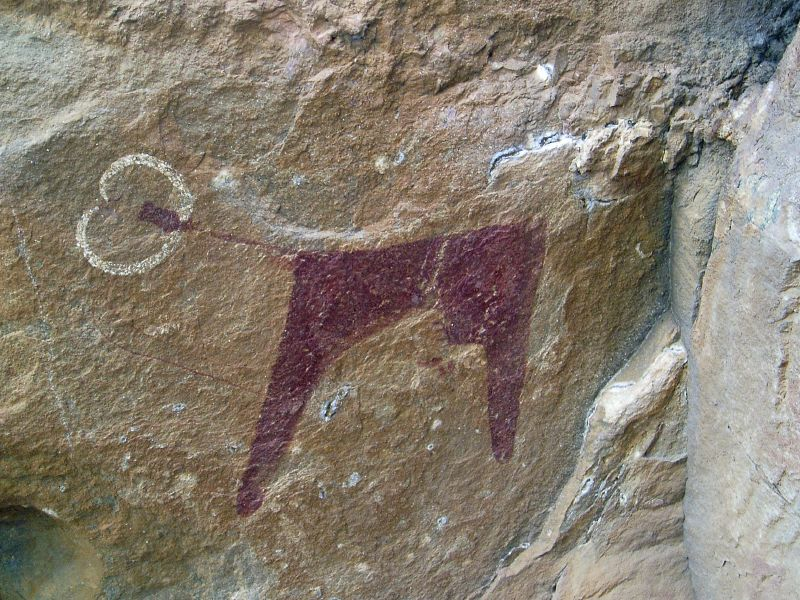
Một con bò
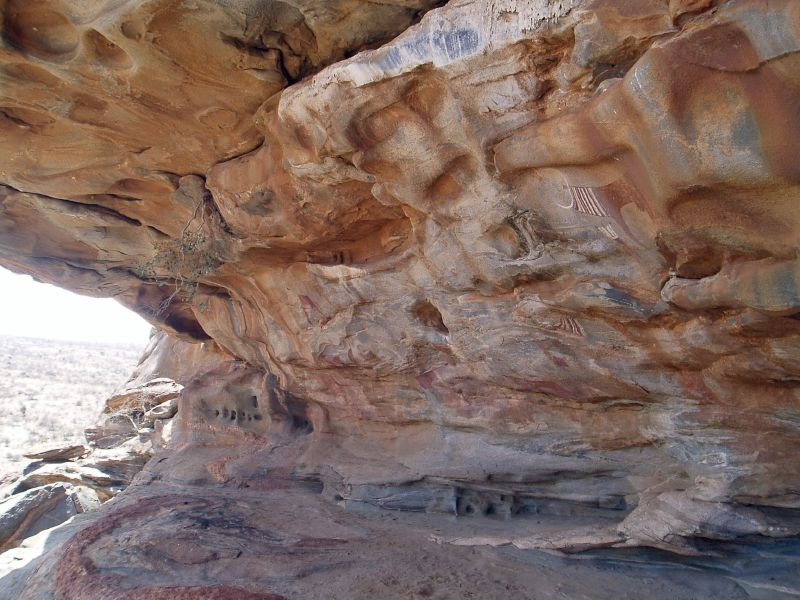
Một hốc đá ở Laas Geel
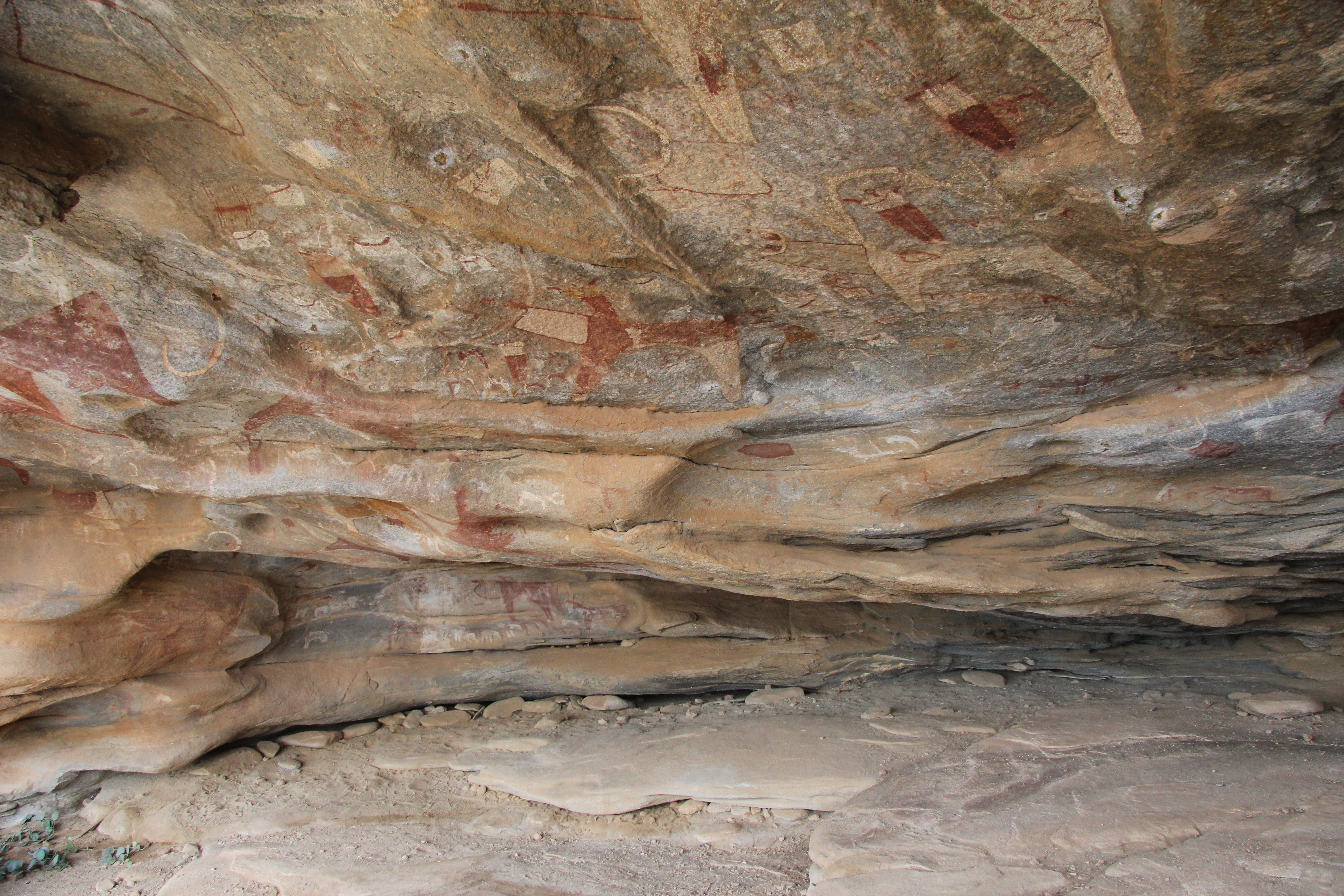
Tranh đá
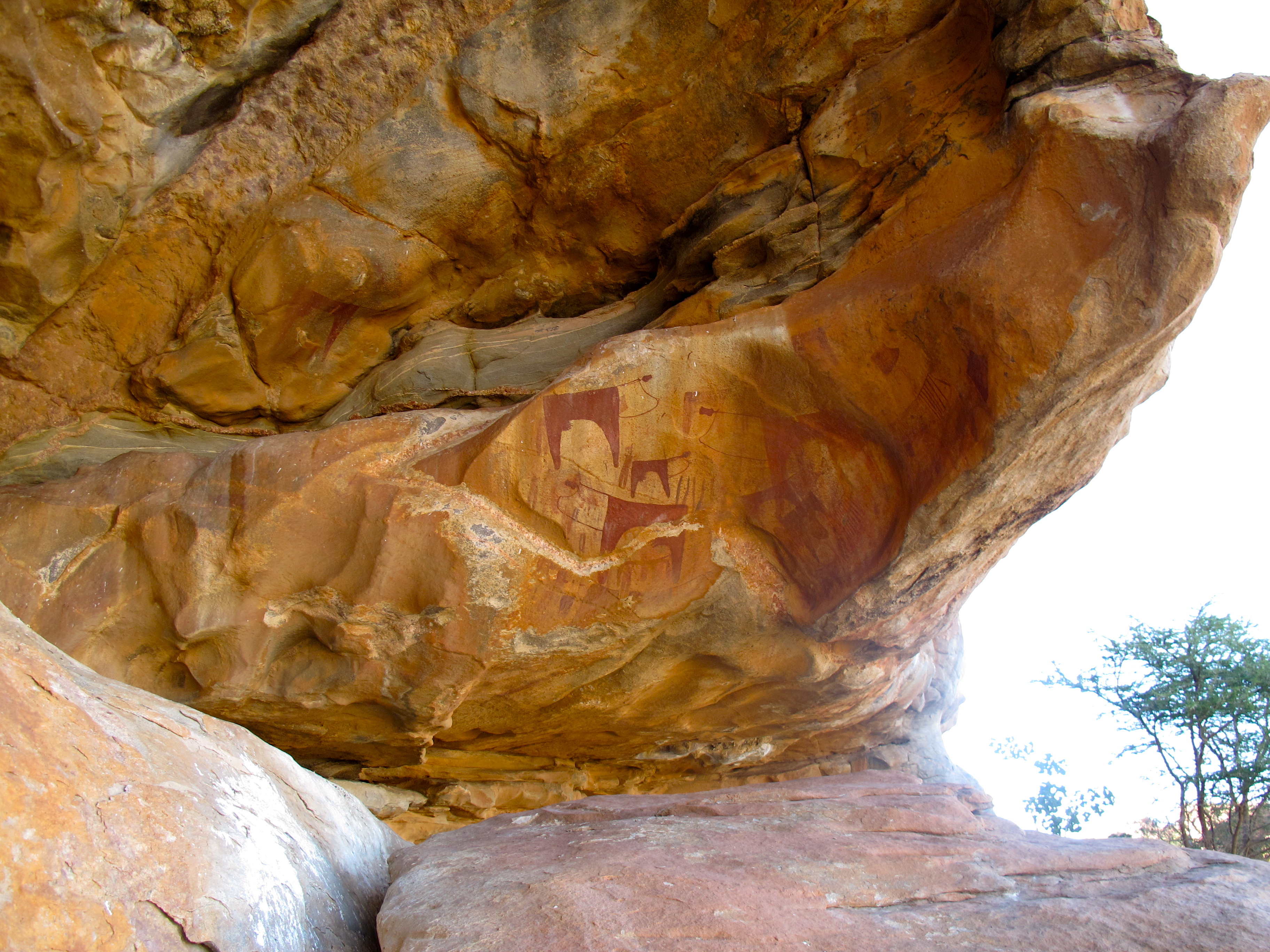
Tranh đá